# Loretta Dorman
Loretta Dorman (Canberra, 23 de julio de 1963) es una exjugadora australiana de hockey sobre césped.

## Trayectoria
Dorman tuvo su debut olímpico en los Juegos Olimpicos de Los Angeles 1984. En los Juegos Olímpicos de Seúl 1988 ganó la primera medalla de oro para su selección, al derrotar a Corea del Sur en la final. En 1990 disputó el Mundial de Sídney, donde derrotó a Corea del Sur en semifinales, pero perdió en la final ante Países Bajos por 3 a 1.